# Mardela Springs
Mardela Springs – miasto w Stanach Zjednoczonych, w stanie Maryland, w hrabstwie Wicomico.